# Série de Paschen
En physique, la série de Paschen (appelée également série de Ritz-Paschen) est la série de transitions et les raies spectrales correspondantes de l'atome d'hydrogène lorsqu'un électron passe de n ≥ 4 à n = 3, où n est le nombre quantique principal de l'électron. Les transitions sont désignées séquentiellement par une lettre grecque : n = 4 à n = 3 est appelée Paschen-alpha (Pa-α), 5 à 3 Paschen-beta (Pa-β), 6 à 3 Paschen-gamma (Pa-γ), etc.
La série est nommée d'après le physicien allemand Friedrich Paschen qui l'observa pour la première fois en 1908.
Série de Paschen, dans l'infrarouge, raies mesurées et longueurs d'onde (nm) :
| Niveau d'énergie haut | Niveau d'énergie bas | Notation usuelle | Longueur d'onde (nm) |
| --------------------- | -------------------- | ---------------- | -------------------- |
| 4                     | 3                    | Pa α             | 1874.5               |
| 5                     | 3                    | Pa β             | 1281.4               |
| 6                     | 3                    | Pa γ             | 1093.5               |
| 7                     | 3                    | Pa δ             | 1004.6               |
| 8                     | 3                    | Pa ε             | 954.3                |
| 9                     | 3                    | Pa 9             | 922.6                |
| 10                    | 3                    | Pa 10            | 901.2                |
| 11                    | 3                    | Pa 11            | 886.0                |
| 12                    | 3                    | Pa 12            | 874.8                |
| 13                    | 3                    | Pa 13            | 866.2                |
| Limite                | Limite               | Limite           | 820.1                |

## Voir également
- Formule de Rydberg
- Modèle de Bohr
- Spectre de l'atome d'hydrogène